# Robert Gehrke
Robert Gehrke (* 1. Januar 1892 in Braunschweig; † 19. Mai 1972 ebenda) war ein deutscher Politiker (KPD).

## Biografie
Gehrke lernte Dekorateur und Tapezierer und er war als Zigarrenhändler, später als Buchhändler tätig. Im Jahr 1909 wurde er Mitglied der SPD, 1911 Leiter des Braunschweiger Jugendbildungsvereins. Bereits in der Kaiserzeit gehörte Robert Gehrke zur sozialistischen Arbeiterjugend. Gemeinsam mit Robert Biehl, Rudolf Sachs und Frieda Haase übernahm er am 8. März 1913 den Begleitschutz für Rosa Luxemburg zu einer Kundgebung in Braunschweig.
Gehrke war Teilnehmer des Ersten Weltkriegs. Nach einer Verwundung blieb er Kriegsinvalide. Er schloss sich im Jahr 1917 der USPD und der Spartakusgruppe an und war Wortführer eines Braunschweiger Jungarbeiterstreiks. Während der Novemberrevolution war er Mitglied des Braunschweiger Arbeiter- und Soldatenrates und der Räteregierung. Er nahm 1918/19 als Delegierter am Gründungsparteitag der KPD in Berlin teil. Er gehörte dann in Braunschweig zu dem Mitbegründern der KPD und war bis 1929 hauptamtlicher Parteisekretär in verschiedenen KPD-Bezirken. Nebenbei betrieb er einen Handel mit Tabakwaren und eine Leihbücherei. Diese wurde im Jahr 1933 nach der Machtergreifung von den Nationalsozialisten geschlossen.
Gehrke wurde am 12. August 1933 verhaftet, im Dezember 1933 in Hildesheim im Peiner Kommunistenprozeß zu zwei Jahren und sechs Monaten Gefängnis verurteilt. Nach der Haft im Zuchthaus Hameln kam Gehrke 1935 in das KZ Dachau, später nach Flossenbürg, wo er erst im Jahr 1945 befreit wurde.
Im Jahr 1945 trat Gehrke wieder in die KPD ein und war einer ihrer führenden Funktionäre in der Stadt sowie in der Bezirksleitung Hannover. Gehrke wurde Mitglied des Ernannten Braunschweigischen Landtages vom 21. Februar 1946 bis zum 21. November 1946. Er wurde zum Vorsitzenden der KPD-Landtagsfraktion gewählt. Ab 1947 betrieb er wieder eine Buchhandlung, war lange Jahre Vorsitzender der VVN in Braunschweig. Ab 1968 gehörte er der DKP und deren Kreisvorstand in Braunschweig an.

## Schriften (Auswahl)
- Aus Braunschweigs dunkelsten Tagen. Der Rieseberger Massenmord. Braunschweig 1961
- Die revolutionäre Arbeiterbewetung Braunschweigs von den Anfängen bis 1919. Aufgeschrieben von einem, der dabei war., VVN-BdA Niedersachsen, Braunschweig, 2019, ISBN 978-3-00-059572-1.[2]
- mit Robert Seeboth: 50 Jahre Novemberrevolution. Eine Dokumentation über die revolutionären Kämpfe der Braunschweiger Arbeiter am Vorabend der November-Revolution. Selbstverlag, Braunschweig 1968.